# Pareuptychia hesionides
Pareuptychia hesionides är en fjärilsart som beskrevs av Forster 1964. Pareuptychia hesionides ingår i släktet Pareuptychia och familjen praktfjärilar. Inga underarter finns listade i Catalogue of Life.

## Bildgalleri

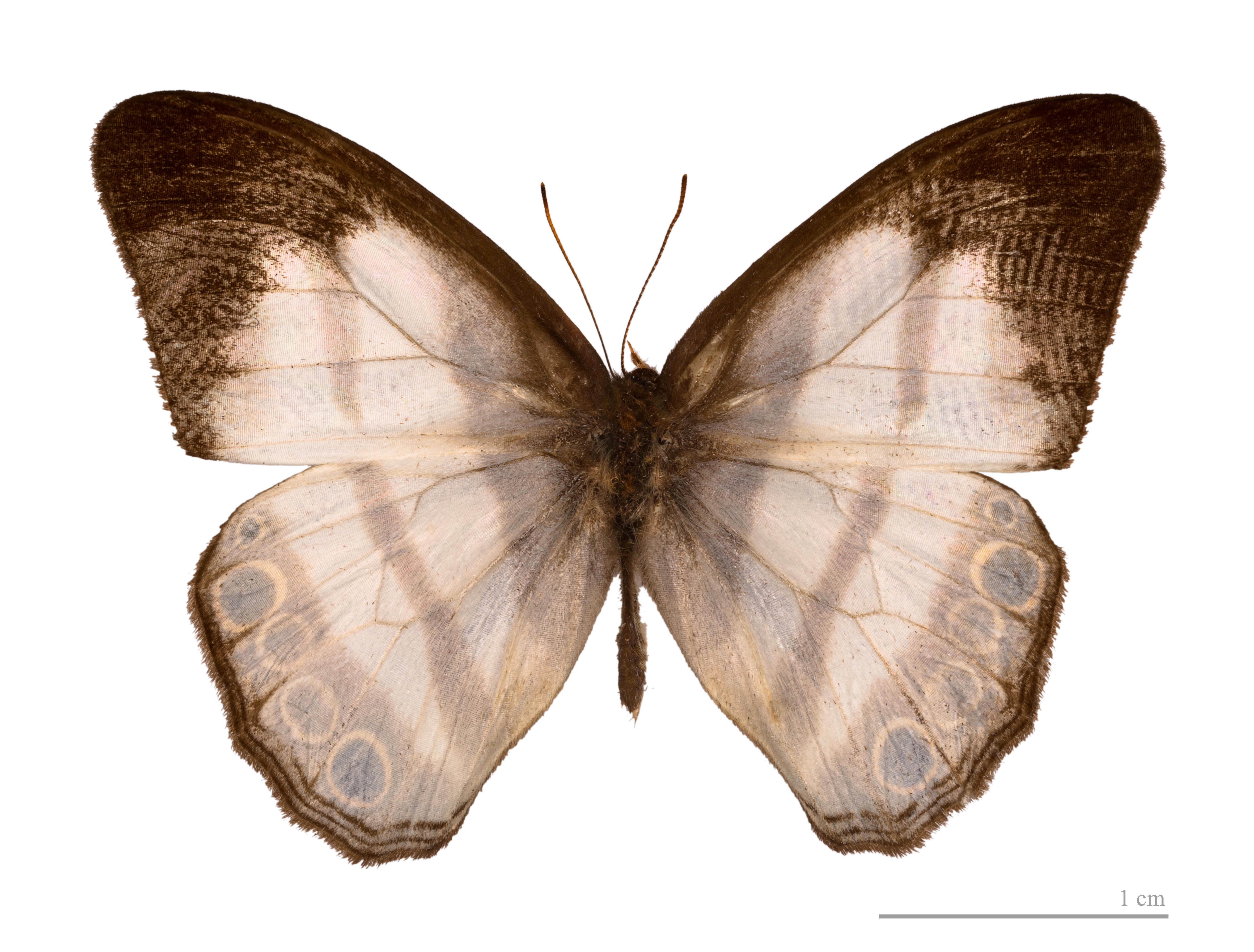
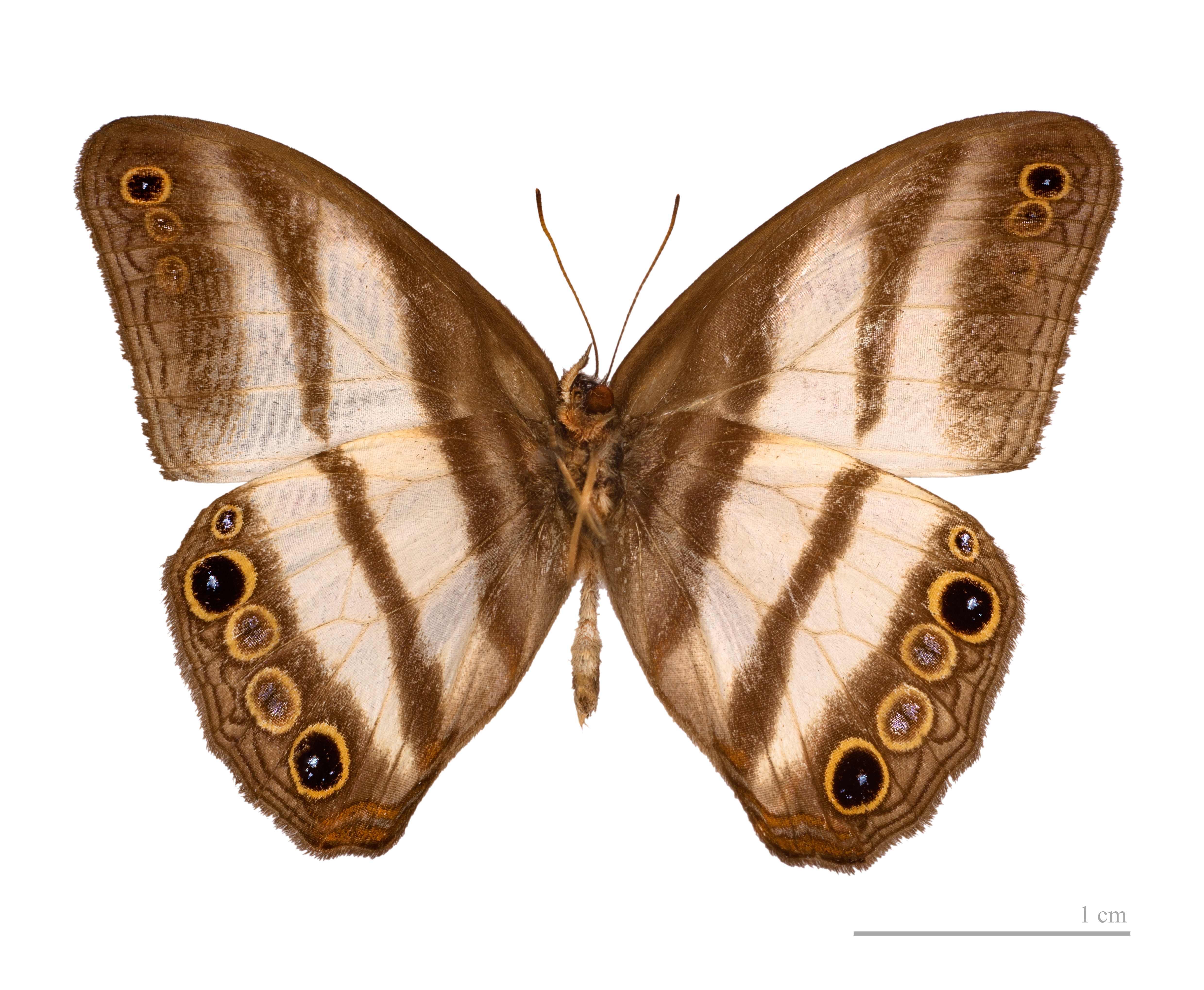